# Michele Marini
Michele Marini (Frosinone, 31 marzo 1961) è un politico italiano.

## Biografia
Consigliere comunale a Frosinone dal 1990 con la Democrazia Cristiana prima e con il Partito Popolare Italiano poi, è stato assessore dall'agosto 1994 al maggio 1995 e nuovamente durante i due mandati del democratico Domenico Marzi dal 1998 al 2007, ricoprendo anche la carica di vicesindaco. Nel 2002 ha aderito alla Margherita.
Alle elezioni amministrative del 2007, Marini diventa il candidato ufficiale dell'Ulivo per la carica di sindaco di Frosinone, entrando nelle file del Partito Democratico. Il 28 maggio 2007 è eletto sindaco al primo turno con il 53,3% dei voti e si insedia il giorno successivo. Candidato per un secondo mandato alle amministrative del 2012, accede al ballottaggio contro Nicola Ottaviani del centro-destra, ma viene sconfitto raccogliendo il 46,9% dei voti.